# Nanuza plicata
Nanuza plicata là một loài thực vật có hoa trong họ Velloziaceae. Loài này được (Mart.) L.B.Sm. & Ayensu miêu tả khoa học đầu tiên năm 1976.